# ICAO空港コードの一覧/Y
ICAOコードによる空港の一覧：A - B - C - D - E - F - G - H - I - J - K（KA - KG - KN） - L - M - N - O - P - Q - R - S - T - U - V - W - X - Y - Z
この一覧では次のような形式で列挙する。
- ICAOコード（IATAコード）– 空港名 – 空港の所在地

## Y - オーストラリア
カテゴリと一覧も参照

### YA
- YABA (ALH) - アルバニー空港（英語版） - アルバニー, 西オーストラリア州
- YABI (ABG) - アビンドン空港（英語版） - アビンドン・ダウンズ（英語版）, クイーンズランド州
- YADG - アルディンガ飛行場（英語版） - アルディンガ（英語版）, 南オーストラリア州
- YADS (AWN) - オルトン・ダウンズ空港（英語版） - オルトン・ダウンズ（英語版）, クイーンズランド州
- YAFD - アルフレッド病院（英語版）ヘリポート - メルボルン, ビクトリア州
- YAGD (AUD) - オーガスタス・ダウンズ空港 - ストークス（英語版）, クイーンズランド州
- YALA (MRP) - マーラ空港（英語版） - ウェルボーン・ヒル（英語版）, 南オーストラリア州
- YALX (AXL) - アレクサンドリア・ステーション空港 - アレクサンドリア・ステーション（英語版）, ノーザンテリトリー
- YAMB - アンバーリー空軍基地（英語版） - イプスウィッチ, クイーンズランド州
- YAMC (AXC) - アラマック空港（英語版） - アラマック（英語版）, クイーンズランド州
- YAMK (ADO) - アンダムーカ空港（英語版） - アンダムーカ（英語版）, 南オーストラリア州
- YAMM (AMX) - アマールー空港 - バークリー地域（英語版）, ノーザンテリトリー
- YAMT (AMT) - アマタ空港（英語版） - アマタ（英語版）, 南オーストラリア州
- YANG (WLP) - ウエストエンジェルス空港 - イーストピルバラ（英語版）, 西オーストラリア州
- YANL (AYL) - アンソニー・ラグーン空港 - アンソニー・ラグーン（英語版）, ノーザンテリトリー
- YAPH (ABH) - アルファ空港（英語版） - アルファ（英語版）, クイーンズランド州
- YAPO - アポロ・ベイ空港（英語版） - アポロ・ベイ（英語版）, ビクトリア州
- YARA (ARY) - アララト空港（英語版） - アララト（英語版）, ビクトリア州
- YARG (GYL) - アーガイル空港（英語版） - アーガイル湖（英語版）, 西オーストラリア州
- YARM (ARM) - アーミデイル地域空港（英語版） - アーミデイル, ニューサウスウェールズ州
- YARY (AAB) - アラベリー空港（英語版） - アラベリー（英語版）, クイーンズランド州
- YAUR (AUU) - オールクン空港（英語版） - オールクン（英語版）, クイーンズランド州
- YAUS (AWP) - オーストラル・ダウンズ空港 - オーストラル・ダウンズ（英語版）, ノーザンテリトリー
- YAUV (AVG) - オーベルニュ空港 - オーベルニュ・ステーション（英語版）, ノーザンテリトリー
- YAYE (AYQ) - エアーズロック空港 - ユーラーラ（英語版）, ノーザンテリトリー
- YAYR (AYR) - エア空港 - エア（英語版）, クイーンズランド州

### YB
- YBAF - アーチャーフィールド空港 - アーチャーフィールド（英語版）, クイーンズランド州
- YBAR (BCI) - バーカルダイン空港（英語版） - バーカルダイン（英語版）, クイーンズランド州
- YBAS (ASP) - アリス・スプリングス空港 - アリススプリングス, ノーザンテリトリー
- YBAU (BDD) - バドゥ島空港（英語版） - バドゥ島（英語版）, クイーンズランド州
- YBAW (BKP) - バークリー・ダウンズ空港 - バークリー・ダウンズ, クイーンズランド州
- YBBN (BNE) - ブリスベン空港 - ブリスベン, クイーンズランド州
- YBCG (OOL) - ゴールドコースト空港 - クーランガッタ, クイーンズランド州
- YBCK (BKQ) - ブラックオール空港（英語版） - ブラックオール（英語版）, クイーンズランド州
- YBCS (CNS) - ケアンズ国際空港 - ケアンズ, クイーンズランド州
- YBCV (CTL) - チャールビル空港（英語版） - チャールビル（英語版）, クイーンズランド州
- YBDF (BDW) - ベッドフォード・ダウンズ空港 - ベッドフォード・ダウンズ・ステーション（英語版）, 西オーストラリア州
- YBDG (BXG) - ベンディゴ空港（英語版） - ベンディゴ, ビクトリア州
- YBDV (BVI) - バーズビル空港（英語版） - バーズビル（英語版）, クイーンズランド州
- YBEB (BXF) - ベルバーン空港 - パーヌルル国立公園, 西オーストラリア州
- YBEO (BTX) - ベトゥータ空港 - ベトゥータ（英語版）, クイーンズランド州
- YBGD (OCM) - ブールギーダ空港（英語版） - ブロックマン4号鉱山（英語版）, 西オーストラリア州
- YBGO (BQW) - バルゴ・ヒル空港（英語版） - バルゴ（英語版）, 西オーストラリア州
- YBHI (BHQ) - ブロークンヒル空港（英語版） - ブロークンヒル, ニューサウスウェールズ州
- YBHM (HTI) - グレート・バリア・リーフ空港（英語版） - ハミルトン島, クイーンズランド州
- YBIE (BEU) - ベドゥーリー空港（英語版） - ベドゥーリー（英語版）, クイーンズランド州
- YBIL (BIW) - ビルリナ空港 - ビルリナ・ステーション（英語版）, 西オーストラリア州
- YBKE (BRK) - バーク空港（英語版） - バーク（英語版）, ニューサウスウェールズ州
- YBKT (BUC) - バークタウン空港（英語版） - バークタウン（英語版）, クイーンズランド州
- YBLA (BLN) - ベナラ空港 - ベナラ（英語版）, ビクトリア州
- YBLC (LCN) - バルカヌーナ空港（英語版） - バルカヌーナ（英語版）, 南オーストラリア州
- YBLL (BLS) - ボロン空港 - ボロン（英語版）, クイーンズランド州
- YBLN (BQB) - バッセルトン・マーガレット・リバー空港（英語版） - バッセルトン（英語版）, 西オーストラリア州
- YBLT - バララット空港（英語版） - バララット, ビクトリア州
- YBMA (ISA) - マウント・アイザ空港（英語版） - マウント・アイザ, クイーンズランド州
- YBMK (MKY) - マッカイ空港（英語版） - マッカイ, クイーンズランド州
- YBNA (BNK) - バリナ・バイロン・ゲートウェイ空港（英語版） - バリナ（英語版）, ニューサウスウェールズ州
- YBNS (BSJ) - バーンズデール空港（英語版） - バーンズデール（英語版）, ビクトリア州
- YBOI (GIC) - ボイグ島空港（英語版） - ボイグ島（英語版）, クイーンズランド州
- YBOK (OKY) - オーキー陸軍航空センター（英語版） - オーキー（英語版）, クイーンズランド州
- YBOU (BQL) - ブーリア空港（英語版） - ブーリア（英語版）, クイーンズランド州
- YBPI (BMP) - ブランプトン島空港 - ブランプトン島（英語版）, クイーンズランド州
- YBPN (PPP) - ウィットサンデー・コースト空港（英語版） - プロサーパイン（英語版）, クイーンズランド州
- YBRK (ROK) - ロックハンプトン空港（英語版） - ウエスト・ロックハンプトン（英語版）, クイーンズランド州
- YBRL (BOX) - ボロルーラ空港（英語版） - ボロルーラ（英語版）, ノーザンテリトリー
- YBRM (BME) - ブルーム国際空港 - ブルーム, 西オーストラリア州
- YBRN (BZD) - バラナルド空港（英語版） - バラナルド（英語版）, ニューサウスウェールズ州
- YBRS - バーウォンヘッズ空港（英語版） -  バーウォンヘッズ（英語版）, ビクトリア州
- YBRW (BWQ) - ブレワリーナ空港（英語版） - ブレワリーナ（英語版）, ニューサウスウェールズ州
- YBRY (BYP) - バリマニャ空港（英語版） - バリマニャ, 西オーストラリア州
- YBSG - シャーガー空軍基地（英語版） - ウェイパ, クイーンズランド州
- YBSS - バッカス・マーシュ飛行場（英語版） - バッカス・マーシュ（英語版）, ビクトリア州
- YBSU (MCY) - サンシャイン・コースト空港（英語版） - マークーラ（英語版）, サンシャイン・コースト, クイーンズランド州
- YBTH (BHS) - バサースト空港（英語版） - バサースト, ニューサウスウェールズ州
- YBTI (BRT) - バサースト島空港（英語版） - バサースト島（英語版）, ノーザンテリトリー
- YBTL (TSV) - タウンズビル空港 / タウンズビル空軍基地（英語版） (軍民共用) - タウンズビル, クイーンズランド州
- YBTR (BLT) - ブラックウォーター空港（英語版） - ブラックウォーター（英語版）, クイーンズランド州
- YBUD (BDB) - バンダバーグ空港（英語版） - バンダバーグ, クイーンズランド州
- YBUN (BUY) - バンバリー空港（英語版） - バンバリー, 西オーストラリア州
- YBWM (BIP) - ブリンバ空港 - ブリンバ（英語版）, クイーンズランド州
- YBWN (ZBO) - ボーエン空港（英語版） - ボーエン（英語版）, クイーンズランド州
- YBWP (WEI) - ウェイパ空港（英語版） - ウェイパ, クイーンズランド州
- YBWR (BCK) - ボルワラ空港 - ボルワラ（英語版）, クイーンズランド州
- YBWW (WTB) - トゥーンバ・ウェルキャンプ空港（英語版） - トゥーンバ, クイーンズランド州
- YBWX (BWB) - バロー島空港（英語版） - バロー島（英語版）, 西オーストラリア州
- YBYS (BVZ) - ビバリー・スプリングス空港 - ビバリー・スプリングス・ステーション（英語版）, 西オーストラリア州

### YC
- YCAB (CA3) - カブルチャー飛行場（英語版） - カブルチャー, クイーンズランド州
- YCAG (CGV) - カイグナ空港（英語版） - カイグナ（英語版）, 南オーストラリア州
- YCAH (CLH) - クーラ空港（英語版） - クーラ（英語版）, ニューサウスウェールズ州
- YCAR (CVQ) - カーナーボン空港（英語版） - カーナーボン（英語版）, 西オーストラリア州
- YCAS (CSI) - カシノ空港 - カシノ（英語版）, ニューサウスウェールズ州
- YCBA (CAZ) - コバー空港（英語版） - コバー（英語版）, ニューサウスウェールズ州
- YCBB (COJ) - クーナバラブラン空港（英語版） - クーナバラブラン（英語版）, ニューサウスウェールズ州
- YCBE (CBY) - キャノビー空港 - キャノビー・ステーション（英語版）, クイーンズランド州
- YCBG - ケンブリッジ飛行場（英語版） - ケンブリッジ（英語版）, タスマニア州
- YCBN (CBI) - ケープバレン島空港 - ケープバレン島, タスマニア州
- YCBP (CPD) - クーバーペディ空港（英語版） - クーバーペディ, 南オーストラリア州
- YCBR (CRB) - コラレネブリ空港（英語版） - コラレネブリ（英語版）, ニューサウスウェールズ州
- YCCA (CCL) - チンチラ空港（英語版） - チンチラ, クイーンズランド州
- YCCT (CNC) - ココナツ島空港（英語版） - ココナツ島（英語版）, クイーンズランド州
- YCCY (CNJ) - クロンカリー空港（英語版） - クロンカリー（英語版）, クイーンズランド州
- YCDE - コブデン空港 - コブデン（英語版）, ビクトリア州
- YCDO (CBX) - コンドボリン空港（英語版） - コンドボリン（英語版）, ニューサウスウェールズ州
- YCDR (CUD) - カラウンドラ空港（英語版） - カラウンドラ・ウエスト（英語版）, クイーンズランド州
- YCDU (CED) - セドゥナ空港（英語版） - セドゥナ（英語版）, 南オーストラリア州
- YCEE (CVC) - クリーブ空港（英語版） - クリーブ（英語版）, 南オーストラリア州
- YCEM - コールドストリーム空港（英語版） - コールドストリーム（英語版）, ビクトリア州
- YCFD (CFI) - カムフィールド空港 - ビクトリア・デーリー地域（英語版）, ノーザンテリトリー
- YCFH (CFH) - クリフトン・ヒルズ空港（英語版） - クリフトン・ヒルズ・ステーション（英語版）, 南オーストラリア州
- YCFS (CFS) - コフスハーバー空港（英語版） - コフスハーバー, ニューサウスウェールズ州
- YCGO (LLG) - チラゴー空港（英語版） - チラゴー（英語版）, クイーンズランド州
- YCHT (CXT) - チャーターズ・タワーズ空港（英語版） - チャーターズ・タワーズ（英語版）, クイーンズランド州
- YCIN (DCN) - カーティン空軍基地（英語版） - ダービー（英語版）, 西オーストラリア州
- YCKI (CKI) - クローカー島空港（英語版） - クローカー島（英語版）, ノーザンテリトリー
- YCKN (CTN) - クックタウン空港（英語版） - クックタウン（英語版）, クイーンズランド州
- YCLB - クレアモント飛行場（英語版） - ブルクンガ（英語版）, 南オーストラリア州
- YCMT (CMQ) - クレアモント空港（英語版） - クレアモント（英語版）, クイーンズランド州
- YCMU (CMA) - カナマラ空港（英語版） - カナマラ（英語版）, クイーンズランド州
- YCMW (CML) - カムウィール空港（英語版） - カムウィール（英語版）, クイーンズランド州
- YCNF (NIF) - ニフティ空港（英語版） - ニフティ銅山（英語版）, 西オーストラリア州
- YCNK (CES) - セスノック空港（英語版） - セスノック（英語版）, ニューサウスウェールズ州
- YCNM (CNB) - クーナンブル空港（英語版） - クーナンブル（英語版）, ニューサウスウェールズ州
- YCOD (ODL) - コルディロ･ダウンズ空港 - コルディロ･ダウンズ（英語版）, 南オーストラリア州
- YCOE (CUQ) - コーエン空港（英語版） - コーエン（英語版）, クイーンズランド州
- YCOM (OOM) - クーマ–スノーウィー・マウンテンズ空港（英語版） - クーマ（英語版）, ニューサウスウェールズ州
- YCOO (CDA) - クーインダ空港 - クーインダ（英語版）, クイーンズランド州
- YCPT - カラパテナ空港（英語版） - カラパテナ鉱山（英語版）, 南オーストラリア州
- YCOR (CWW) - コロワ空港（英語版） - コロワ（英語版）, ニューサウスウェールズ州
- YCRG (CYG) - コリョン空港（英語版） - コリョン（英語版）, ビクトリア州
- YCRK (CXQ) - クリスマス・クリーク空港（英語版） -  クリスマス・クリーク・ステーション, 西オーストラリア州
- YCRY (CDQ) - クロイドン空港 -  クロイドン（英語版）, クイーンズランド州
- YCSV (KCE) - コリンズビル空港 -  コリンズビル（英語版）, クイーンズランド州
- YCTM (CMD) - クータマンドラ空港（英語版） - クータマンドラ（英語版）, ニューサウスウェールズ州
- YCUA (CUG) - クーダル空港 - クーダル（英語版）, ニューサウスウェールズ州
- YCUE (CUY) - キュー空港（英語版） - キュー（英語版）, 西オーストラリア州
- YCWA (CJF) - クーンデワナ空港（英語版） - クーンデワナ, 西オーストラリア州
- YCWI (CWR) - コワリー空港 - コワリー・ステーション（英語版）, 南オーストラリア州
- YCWL (CCW) - コーウェル空港（英語版） - コーウェル（英語版）, 南オーストラリア州
- YCWR (CWT) - カウラ空港（英語版） - カウラ, ニューサウスウェールズ州
- YCWY (COY) - クーラワンヤー・ステーション空港（英語版） - クーラワンヤー・ステーション（英語版）, 西オーストラリア州

### YD
- YDAJ (DJR) - ダジャーラ空港 - ダジャーラ（英語版）, クイーンズランド州
- YDAY (DBY) - ダルビー空港（英語版） - ダルビー（英語版）, クイーンズランド州
- YDBI (DRN) - ディランバンディ空港（英語版） - ディランバンディ（英語版）, クイーンズランド州
- YDBR (DNB) - ダンバー空港 - ダンバー・ステーション（英語版）, クイーンズランド州
- YDBY (DRB) - ダービー空港（英語版） - ダービー（英語版）, 西オーストラリア州
- YDDF (DFP) – ドラムダフ空港 - パーマー（英語版）, クイーンズランド州
- YDGA (DGD) – ダルガランガ金鉱空港 - ダルガランガ金鉱, 西オーストラリア州
- YDIX (DXD) - ディキシー空港 - ディキシー（英語版）, クイーンズランド州
- YDKI (DKI) - ダンク島空港（英語版） - ダンク島（英語版）, クイーンズランド州
- YDLK (DLK) - ダルカニナ空港 - ダルカニナ（英語版）, 南オーストラリア州
- YDLO - ダーロット空港（英語版） - ダーロット-センテナリー金鉱（英語版）, 西オーストラリア州
- YDLQ (DNQ) - デニリクイン空港（英語版） - デニリクイン（英語版）, ニューサウスウェールズ州
- YDLT (DDN) - デルタ・ダウンズ空港 - デルタ・ダウンズ・ステーション（英語版）, クイーンズランド州
- YDLV (DLV) - デリッサビル空港 - ベリュエン（英語版）, ノーザンテリトリー
- YDLW (DYW) - デイリー・ウォーターズ飛行場（英語版） - デイリー・ウォーターズ（英語版）, ノーザンテリトリー
- YDMG (DMD) - ドゥーマジー空港（英語版） - ドゥーマジー（英語版）, クイーンズランド州
- YDMN (DVR) – デイリー・リバー・ミッション空港 - デイリー・リバー（英語版）, ノーザンテリトリー
- YDNI (NLF) – ダーンリー島空港（英語版） - ダーンリー島（英語版）, クイーンズランド州
- YDOC - ドクラ飛行場（英語版） - シングルトン（英語版）, ニューサウスウェールズ州
- YDOD – ドナルド空港（英語版） - ドナルド（英語版）, ビクトリア州
- YDOP – ドニントン・エアパーク（英語版）(ウッドストック空港) - ウッドストック（英語版）, クイーンズランド州
- YDOR (DRD) - ドルンダ空港 - マラミー（英語版）, クイーンズランド州
- YDPD (DVP) - ダベンポート・ダウンズ空港 - ディアマンティーナ国立公園（英語版）, クイーンズランド州
- YDPO (DPO) - デボンポート空港（英語版） - デボンポート, タスマニア州
- YDRA (DOX) - ドンガラ空港 - ポート・デニソン（英語版）, 西オーストラリア州
- YDRD (DRY) – ドライズデール・リバー空港 - ドライズデール・リバー・ステーション（英語版）, 西オーストラリア州
- YDRH (DHD) - ダーラム・ダウンズ空港 - ダーラム（英語版）, クイーンズランド州
- YDRI (DRR) - ダリー空港 - バーズビル（英語版）, クイーンズランド州
- YDVR (DKV) - ドッカー・リバー空港 - カルトゥカチャラ（英語版）, ノーザンテリトリー
- YDYS (DYA) - ダイサート空港（英語版） - ダイサート（英語版）, クイーンズランド州

### YE
- YECH (ECH) - エチューカ空港（英語版） - エチューカ（英語版）, ビクトリア州
- YECL (EUC) - ユークラ空港（英語版） - ユークラ（英語版）, 西オーストラリア州
- YEDA (ETD) - エタダナ飛行場（英語版） - エタダナ（英語版）, 南オーストラリア州
- YEEB (ENB) - エネアバ空港 - エネアバ（英語版）, 西オーストラリア州
- YEIN (EIH) - アイナスレー空港 - アイナスレー（英語版）, クイーンズランド州
- YELD (ELC) - エルチョ島空港（英語版） - エルチョ島（英語版）, ノーザンテリトリー
- YEMG - エロマンガ空港 - エロマンガ, クイーンズランド州
- YEML (EMD) - エメラルド空港（英語版） - エメラルド（英語版）, クイーンズランド州
- YENO - エノゲラ駐屯地（英語版）ヘリポート - エノゲラ（英語版）, クイーンズランド州
- YERN (ERB) - アーナベラ空港 (プカジャ空港) - プカジャ（英語版）, 南オーストラリア州
- YESE (ERQ) - エルローズ空港（英語版） - エロイーズ銅山（英語版）, クイーンズランド州
- YESP (EPR) - エスペランス空港（英語版） - エスペランス, 西オーストラリア州
- YEVD (EVH) - エバンス・ヘッド記念飛行場（英語版） - エバンス・ヘッド（英語版）, ニューサウスウェールズ州
- YEXM (EXM) - エクスマス湾空港（英語版） - エクスマス（英語版）, 西オーストラリア州

### YF
- YFBS (FRB) - フォーブス空港（英語版） - フォーブス（英語版）, ニューサウスウェールズ州
- YFDF (KFE) - フォーテスキュー・デイブ・フォレスト空港（英語版） - クラウドブレイク鉱山（英語版）, 西オーストラリア州
- YFIL (FLY) - フィンリー空港（英語版） - フィンリー（英語版）, ニューサウスウェールズ州
- YFLI (FLS) - フリンダース島空港（英語版） - フリンダース島 (ホワイトマーク（英語版）), タスマニア州
- YFLO (FVL) - フローラバレー空港 - フローラバレー, 西オーストラリア州
- YFNE (FIK) - フィンケ空港 - フィンケ（英語版）, ノーザンテリトリー
- YFRT (FOS) - フォレスト空港（英語版） - フォレスト（英語版）, 西オーストラリア州
- YFSK - フィスクビルCFAトレーニングカレッジ飛行場（英語版） - フィスクビル(バラン（英語版）近郊), ビクトリア州
- YFST (FOT) - フォースター空港（英語版）(ウォリス島空港) - ウォリス島（英語版）, ニューサウスウェールズ州
- YFTA - フォレスタニア空港（英語版） - フォレスタニア, 西オーストラリア州
- YFTZ (FIZ) - フィッツロイ・クロッシング空港（英語版） - フィッツロイ・クロッシング（英語版）, 西オーストラリア州

### YG
- YGAD - スターリング海軍基地（英語版）空港 - ガーデンアイランド（英語版）, 西オーストラリア州
- YGAM (GBP) - ガンブーラ空港 - ガンブーラ（英語版）, クイーンズランド州
- YGAW (GAW) - ゴーラー飛行場（英語版） - ゴーラー（英語版）, 南オーストラリア州
- YGAY (GAH) - ゲインダ空港（英語版） - ゲインダ（英語版）, クイーンズランド州
- YGBI (GBL) - サウス・ゴールバーンアイランド空港（英語版） - ワルウィ島（英語版）, ノーザンテリトリー
- YGDA - グッドゥーガ空港（英語版） - グッドゥーガ（英語版）, ニューサウスウェールズ州
- YGDH (GUH) - ガネダ空港（英語版） - ガネダ（英語版）, ニューサウスウェールズ州
- YGDI (GOO) - グンディウィンディ空港（英語版） - グンディウィンディ, クイーンズランド州
- YGDN (GDD) - ゴードン・ダウンズ空港 - スタート・クリーク, 西オーストラリア州
- YGDS (GGD) - グレゴリー・ダウンズ空港 - グレゴリー（英語版）, クイーンズランド州
- YGDW (GTS) - グラニテス空港（英語版） - タナミ（英語版）, ノーザンテリトリー
- YGEL (GET) - ジェラルトン空港（英語版） - ジェラルトン, 西オーストラリア州
- YGFN (GFN) - クラレンス・バレー地域空港（英語版） - グラフトン（英語版）, ニューサウスウェールズ州
- YGIA (GBW) - ジンバータ空港（英語版） - ロイヒル鉱山（英語版）, 西オーストラリア州
- YGIB (GBV) - ギブ・リバー空港 - ギブ・リバー, 西オーストラリア州
- YGIG - ギンギン空軍基地（英語版） - ギンギン（英語版）, 西オーストラリア州
- YGKL (GKL) - グレートケッペル島空港 - グレートケッペル島（英語版）, クイーンズランド州
- YGLA (GLT) - グラッドストーン空港（英語版） - グラッドストーン（英語版）, クイーンズランド州
- YGLB (GUL) - ゴウルバーン空港（英語版） - ゴウルバーン, ニューサウスウェールズ州
- YGLE (GLG) - グレンガイル空港 - グレンガイル・ステーション（英語版）, クイーンズランド州
- YGLG (GEX) - ジーロング空港（英語版） - ジーロング, ビクトリア州
- YGLI (GLI) - グレン・イネス空港（英語版） - グレン・イネス（英語版）, ニューサウスウェールズ州
- YGLO (GLM) - グレノーミストン空港（英語版） - グレノーミストン・ステーション（英語版）, クイーンズランド州
- YGNB - グレンブルック空軍基地（英語版） (ヘリポート) - グレンブルック（英語版）, ニューサウスウェールズ州
- YGNV (GVP) - グリーンベール空港（英語版） - グリーンベール（英語版）, クイーンズランド州
- YGON (GPD) - マウント・ゴードン空港（英語版） - ガンパウダー（英語版）, クイーンズランド州
- YGPT (GPN) - ガーデン・ポイント空港（英語版） - メルヴィル島, ノーザンテリトリー
- YGRM - グリュイエール空港 - グリュイエール金鉱山（英語版）, 西オーストラリア州
- YGRS (GYZ) - グラニー・スミス空港（英語版） - グラニー・スミス金鉱山（英語版）, 西オーストラリア州
- YGSC (GSC) - ガスコイン・ジャンクション空港 - ガスコイン・ジャンクション（英語版）, 西オーストラリア州
- YGTE (GTE) - グルート・アイランド空港（英語版） - グルートアイランド島 (アリアングラ（英語版）), ノーザンテリトリー
- YGTH (GFF) - グリフィス空港（英語版） - グリフィス, ニューサウスウェールズ州
- YGTN (GTT) - ジョージ・タウン空港 (クイーンズランド州)（英語版） - ジョージ・タウン（英語版）, クイーンズランド州
- YGTO (GEE) - ジョージ・タウン空港 (タスマニア州) - ジョージ・タウン（英語版）, タスマニア州
- YGWA - グールワ空港（英語版） - グールワ（英語版）, 南オーストラリア州
- YGYM (GYP) - ギンピー空港（英語版） - ギンピー（英語版）, クイーンズランド州

### YH
- YHAW (HWK) - ホーカー空港（英語版） - ホーカー（英語版）, 南オーストラリア州
- YHAY (HXX) - ヘイ空港（英語版） - ヘイ（英語版）, ニューサウスウェールズ州
- YHBA (HVB) - ハービー・ベイ空港（英語版） - ハービー・ベイ, クイーンズランド州
- YHBR (HUB) - ハンバート・リバー空港 - ビクトリア・リバー（英語版）, ノーザンテリトリー
- YHBY (HRY) - ヘンベリー空港 - ヘンベリー・ステーション（英語版）, ノーザンテリトリー
- YHDY (HIP) - ヘディングリー空港 - ヘディングリー・ステーション（英語版）, クイーンズランド州
- YHHY (HIG) - ハイベリー空港 - ハイベリー（英語版）, クイーンズランド州
- YHID (HID) - ホーン島空港（英語版） - ホーン島（英語版）, クイーンズランド州
- YHIL (HLL) - ヒルサイド飛行場 - クロンカリー（英語版）, クイーンズランド州
- YHLC (HCQ) - ホールズ・クリーク空港（英語版） - ホールズ・クリーク（英語版）, 西オーストラリア州
- YHMB (HMG) - ハーマンズバーグ空港 - ハーマンズバーグ（英語版）, ノーザンテリトリー
- YHML (HLT) - ハミルトン空港（英語版） - ハミルトン（英語版）, ビクトリア州
- YHOO (HOK) - フッカー･クリーク空港（英語版） - ラジャマヌ（英語版）, ノーザンテリトリー
- YHOT (MHU) - マウント・ホッサム空港（英語版） - ブライト（英語版）, ビクトリア州
- YHOX - ホクストン・パーク空港（英語版）(閉鎖) - ホクストン・パーク（英語版）, ニューサウスウェールズ州
- YHPN (HTU) - ホープタウン空港（英語版） - ホープタウン（英語版）, ビクトリア州
- YHSM (HSM) - ホーシャム空港（英語版） - ホーシャム（英語版）, ビクトリア州
- YHTL (HAT) - ヒースランズ空港 - シェルバーン（英語版）, クイーンズランド州
- YHUG (HGD) - ヒューエンデン空港（英語版） - ヒューエンデン（英語版）, クイーンズランド州
- YHYL - ホイルトン飛行場（英語版） - ホイルトン（英語版）, 南オーストラリア州

### YI
- YIDK (IDK) - インダルカーナ空港 - アナング＝ピチャンチャチャラ＝ヤンクニチャチャラ（英語版）, 南オーストラリア州
- YIFL (IFL) - イニスフェイル空港（英語版） - イニスフェイル（英語版）, クイーンズランド州
- YIFY (IFF) - イフリー空港 - フィールディング（英語版）, クイーンズランド州
- YIGM (IGH) - インガム空港 - インガム（英語版）, クイーンズランド州
- YIKM (IKP) - インカーマン空港 - ヤグーニャ（英語版）, クイーンズランド州
- YIMB - キンバ空港（英語版） - キンバ（英語版）, 南オーストラリア州
- YINJ (INJ) - インジューン空港 - インジューン（英語版）, クイーンズランド州
- YINN (INM) - イナミンカ空港 - イナミンカ（英語版）, 南オーストラリア州
- YINW (IVW) - インバーウェイ空港 - インバーウェイ・ステーション（英語版）, ノーザンテリトリー
- YISF (ISI) - アイシスフォード空港 - アイシスフォード（英語版）, クイーンズランド州
- YITT - ミッタ・ミッタ空港（英語版） - ミッタ・ミッタ（英語版）, ビクトリア州
- YIVL (IVR) - インベレル空港（英語版） - インベレル（英語版）, ニューサウスウェールズ州

### YJ
- YJAB (JAB) - ジャビル空港（英語版） - ジャビル（英語版）, ノーザンテリトリー
- YJAC - ジャシンス・アンブロシア空港（英語版） - ジャシンス・アンブロシア鉱山（英語版）, 南オーストラリア州
- YJBY - ジャービス湾飛行場（英語版） - ジャービス湾特別地域
- YJDA (JUN) - ジャンダー空港 - ジャンダー（英語版）, クイーンズランド州
- YJIN - ジンダバイン空港 - ジンダバイン（英語版）, ニューサウスウェールズ州
- YJLC (JCK) - ジュリア・クリーク空港（英語版） - ジュリア・クリーク（英語版）, クイーンズランド州
- YJNB (JUR) - ジュリアン・ベイ空港（英語版） -  ジュリアン・ベイ（英語版）, 西オーストラリア州
- YJUN - ジュンディー空港（英語版） -  ジュンディー金鉱（英語版）, 西オーストラリア州

### YK
- YKAL (UBU) - カルンブル空港 - カルンブル（英語版）, 西オーストラリア州
- YKAR (KQR) - カララ空港（英語版） -  カララ鉱山（英語版）, 西オーストラリア州
- YKAT - カトゥーンバ飛行場（英語版） - カトゥーンバ, ニューサウスウェールズ州
- YKBL (KDB) - カンバルダ空港（英語版） - カンバルダ（英語版）, 西オーストラリア州
- YKBR (KAX) - カルバリ空港（英語版） - カルバリ（英語版）, 西オーストラリア州
- YKBY - ストリーキー・ベイ空港（英語版） - ストリーキー・ベイ（英語版）, 南オーストラリア州
- YKCA (KBJ) - キングス・キャニオン空港 - キングス・キャニオン（英語版）, ノーザンテリトリー
- YKCS (KCS) - キングス・クリーク空港 - ピーターマン, ノーザンテリトリー
- YKER (KRA) - ケラン空港（英語版） - ケラン（英語版）, ビクトリア州
- YKII (KNS) - キング島空港（英語版） - カリー（英語版）(キング島), タスマニア州
- YKKG (KFG) - カルクグルン空港（英語版） - カルカリンジ（英語版）, ノーザンテリトリー
- YKLA (KOH) - クーラタ空港 - マラミー（英語版）, クイーンズランド州
- YKLB (KKP) - コールブラ空港 - ローラ（英語版）, クイーンズランド州
- YKMB (KRB) - カルンバ空港（英語版） - カルンバ（英語版）, クイーンズランド州
- YKML (KML) - カミレロイ空港 - フォー・ウェイズ（英語版）, クイーンズランド州
- YKMP (KPS) - ケンプシー空港（英語版） - ケンプシー（英語版）, ニューサウスウェールズ州
- YKNG (KNI) - カタニング空港（英語版） - カタニング（英語版）, 西オーストラリア州
- YKOW (KWM) - コワニャマ空港（英語版） - コワニャマ（英語版）, クイーンズランド州
- YKPR (KPP) - カルパウワー空港 - レイクフィールド（英語版）, クイーンズランド州
- YKRY (KGY) - キンガロイ空港（英語版） - キンガロイ（英語版）, クイーンズランド州
- YKSC (KGC) - キングスコート空港（英語版） - キングスコート（英語版）(カンガルー島), 南オーストラリア州
- YKTN - カイントン空港（英語版） - カイントン（英語版）, ビクトリア州
- YKUB (KUG) - クビン空港（英語版） - クビン(モア島（英語版）), クイーンズランド州

### YL
- YLAH (LWH) - ローン・ヒル空港 - ローン・ヒル（英語版）, クイーンズランド州
- YLEC (LGH) - リー・クリーク空港（英語版） - リー・クリーク（英語版）, 南オーストラリア州
- YLED - レスブリッジ飛行場（英語版） - レスブリッジ（英語版）, ビクトリア州
- YLEG - リーオンガサ空港（英語版） - リーオンガサ（英語版）, ビクトリア州
- YLEO (LNO) - レオノーラ空港（英語版） - レオノーラ（英語版）, 西オーストラリア州
- YLEV (LEL) - レイク・エベラ空港（英語版） - ガプウィヤック（英語版）, ノーザンテリトリー
- YLFD (LFP) - レイクフィールド空港 - レイクフィールド（英語版）, クイーンズランド州
- YLHI (LDH) - ロード・ハウ島空港（英語版） - ロード・ハウ島, ニューサウスウェールズ州
- YLHR (IRG) - ロックハート・リバー空港（英語版） - ロックハート・リバー（英語版）, クイーンズランド州
- YLHS (LTP) - リンドハースト空港 - リンドハースト（英語版）, クイーンズランド州
- YLIL - リリーデール空港（英語版） - ヤーリング（英語版）, ビクトリア州
- YLIN (LDC) - リンデマン島空港 - リンデマン島（英語版）, クイーンズランド州
- YLIS (LSY) - リズモー空港（英語版） - リズモー, ニューサウスウェールズ州
- YLKN (LNH) - レイク・ナッシュ空港 - レイク・ナッシュ・ステーション（英語版）, ノーザンテリトリー
- YLLE (BBL) - バレラ空港（英語版） - ダーラム（英語版）, クイーンズランド州
- YLMQ (BEO) - レイク・マッコーリー空港（英語版） - マークス・ポイント（英語版）, ニューサウスウェールズ州
- YLND (LKD) - レイクランド・ダウンズ空港 - レイクランド（英語版）, クイーンズランド州
- YLOK (LOC) - ロック空港 - ロック（英語版）, 南オーストラリア州
- YLOR (LOA) - ロレイン空港 - ストークス（英語版）, クイーンズランド州
- YLOV (LTV) - ロータス・ベイル・ステーション空港 - ロータス・ベイル・ステーション, クイーンズランド州
- YLOX - ロクストン空港（英語版） - ロクストン（英語版）, 南オーストラリア州
- YLRA (LUU) - ローラ空港（英語版） - ローラ（英語版）, クイーンズランド州
- YLRD (LHG) - ライトニング・リッジ空港（英語版） - ライトニング・リッジ（英語版）, ニューサウスウェールズ州
- YLRE (LRE) - ロングリーチ空港（英語版） - ロングリーチ, クイーンズランド州
- YLRS (LUT) - ニュー・ローラ空港 - レイクフィールド（英語版）, クイーンズランド州
- YLST (LER) - レンスター空港（英語版） - レンスター（英語版）, 西オーストラリア州
- YLTN (LVO) - ラバートン空港（英語版） - ラバートン（英語版）, 西オーストラリア州
- YLTV (LTB) - ラトローブ地域空港（英語版） - モーウェル（英語版）, ビクトリア州
- YLVK - ラバラック駐屯地（英語版）ヘリポート - タウンズビル, クイーンズランド州
- YLZI (LZR) - リザード島空港（英語版） - リザード島（英語版）, クイーンズランド州

### YM
- YMAA (UBB) - マブイアグ島空港（英語版） - マブイアグ島（英語版）, クイーンズランド州
- YMAV (AVV) - アバロン空港 - アバロン（英語版）, ビクトリア州
- YMAY (ABX) - オルベリー空港（英語版） - オルベリー, ニューサウスウェールズ州
- YMBA (MRG) - マリーバ飛行場（英語版） - マリーバ（英語版）, クイーンズランド州
- YMBD - マレーブリッジ空港（英語版） - マレーブリッジ, 南オーストラリア州
- YMBL (MBB) - マーブル・バー空港 - マーブル・バー（英語版）, 西オーストラリア州
- YMBU - メアリーバラ空港（英語版） - メアリーバラ（英語版）, ビクトリア州
- YMCO (XMC) - マラクータ空港（英語版） - マラクータ（英語版）, ビクトリア州
- YMCR (MFP) - マナーズ・クリーク・ステーション空港 - マナーズ・クリーク・ステーション（英語版）, ノーザンテリトリー
- YMCT (MLR) - ミリセント空港 - ミリセント, 南オーストラリア州
- YMDG (DGE) - マッジー空港（英語版） - マッジー（英語版）, ニューサウスウェールズ州
- YMDI (MQA) - マンドラ・ステーション空港 - マンドラ・ステーション（英語版）, 西オーストラリア州
- YMDN - メレディン空港 - メレディン（英語版）, 西オーストラリア州
- YMDS (MNW) - マクドナルド・ダウンズ空港 - サンドオーバー（英語版）, ノーザンテリトリー
- YMEK (MKR) - ミーカサラ空港（英語版） - ミーカサラ（英語版）, 西オーストラリア州
- YMEN (MEB) - エッセンドン空港（英語版） - エッセンドン・フィールズ（英語版）, ビクトリア州
- YMER (MIM) - メリンブラ空港（英語版） - メリンブラ（英語版）, ニューサウスウェールズ州
- YMES (SXE) - イースト・セール空軍基地（英語版） - セール（英語版）, ビクトリア州
- YMEU (MLV) - マールナ空港 - アーチャー・リバー（英語版）, クイーンズランド州
- YMGB (MGT) - ミリンギンビ空港（英語版） - ミリンギンビ島（英語版）, ノーザンテリトリー
- YMGD (MNG) - マニングリーダ空港（英語版） - マニングリーダ（英語版）, ノーザンテリトリー
- YMGN (GSN) - マウント・ガンソン空港 - パーナティー・ラグーン, 南オーストラリア州
- YMGR (MGV) – マーガレット・リバー・ステーション空港 - マーガレット・リバー・ステーション, 西オーストラリア州
- YMGT (MQZ) - マーガレット・リバー空港（英語版） - マーガレット・リバー（英語版）, 西オーストラリア州
- YMGV (MVU) - マスグレイブ空港 - マスグレイブ（英語版）, クイーンズランド州
- YMHB (HBA) - ホバート国際空港 - ケンブリッジ（英語版）, タスマニア州
- YMHO (MHO) - マウント・ハウス空港 - キング・レオポルド・レンジズ, 西オーストラリア州
- YMIA (MQL) - ミルデューラ空港（英語版） - ミルデューラ, ビクトリア州
- YMIG - ミタゴン空港 - ミタゴン（英語版）, ニューサウスウェールズ州
- YMIN (XML) - ミンラトン空港 - ミンラトン（英語版）, 南オーストラリア州
- YMIP (MIH) - ミッチェル高原空港 - ミッチェル高原（フランス語版）, 西オーストラリア州
- YMIR (MWY) - ミランダ・ダウンズ空港 - ミランダ・ダウンズ・ステーション, クイーンズランド州
- YMIT (MTQ) - ミッチェル空港 - ミッチェル（英語版）, クイーンズランド州
- YMJM (MJP) - マンジマップ空港（英語版） - マンジマップ（英語版）, 西オーストラリア州
- YMLS (WLE) - マイルズ空港（英語版） - マイルズ（英語版）, クイーンズランド州
- YMLT (LST) - ローンセストン空港（英語版） - ローンセストン, タスマニア州
- YMMB (MBW) - ムーラビン空港（英語版） - メルボルン, ビクトリア州
- YMMI (WUI) - ムリン・ムリン空港（英語版） - ムリン・ムリン鉱山（英語版）, 西オーストラリア州
- YMML (MEL) - メルボルン空港 - メルボルン, ビクトリア州
- YMMU (MMM) - ミドルマウント空港（英語版） - ミドルマウント（英語版）, クイーンズランド州
- YMND (MTL) - メイトランド空港（英語版） - ラザフォード（英語版）, ニューサウスウェールズ州
- YMNE (WME) - マウント・キース空港（英語版） - マウント・キース鉱山（英語版）, 西オーストラリア州
- YMNG - マンガロール空港（英語版） - マンガロール（英語版）, ビクトリア州
- YMNK (ONR) - モンキラ空港 - ベドゥーリー（英語版）, クイーンズランド州
- YMNS (MSF) - マウント・スワン空港 - ハート（英語版）, ノーザンテリトリー
- YMNY (OXY) - モーニー空港 - ファーラーズ・クリーク（英語版）, クイーンズランド州
- YMOG (MMG) - マウント・マグネット空港（英語版） - マウント・マグネット（英語版）, 西オーストラリア州
- YMOO (OOR) - ムーラベリー空港 - ファーラーズ・クリーク（英語版）, クイーンズランド州
- YMOR (MRZ) - モリー空港（英語版） - モリー（英語版）, ニューサウスウェールズ州
- YMOT (MET) - モートン空港 - ウェンロック（英語版）, クイーンズランド州
- YMPA (MIN) - ミニパ空港 - ミニパ（英語版）, 南オーストラリア州
- YMPC - ウィリアムズ空軍基地（英語版） - ポイント・クック（英語版）, ビクトリア州
- YMQA (MQE) - マルクア空港 - アナティエ（英語版）, ノーザンテリトリー
- YMRB (MOV) - モランバ空港（英語版） - モランバ（英語版）, クイーンズランド州
- YMRW (MWB) - モラワ空港（英語版） - モラワ（英語版）, 西オーストラリア州
- YMRY (MYA) - モルヤ空港（英語版） - モルヤ（英語版）, ニューサウスウェールズ州
- YMSF (MTD) - マウント・サンフォード・ステーション空港 - マウント・サンフォード・ステーション（英語版）, ノーザンテリトリー
- YMTB (UTB) - マタブッラ空港（英語版） - マタブッラ（英語版）, クイーンズランド州
- YMTG (MGB) - マウントガンビア空港 - マウントガンビア, 南オーストラリア州
- YMTI (ONG) - モーニントン島空港（英語版） - モーニントン島（英語版）, クイーンズランド州
- YMTO (MNQ) - モント空港 - スリー・ムーン（英語版）, クイーンズランド州
- YMUC (MUQ) - ムッカン・ステーション空港 - マーブル・バー（英語版）, 西オーストラリア州
- YMUE - マウント・ボラデール・ステーション空港 - ガンバランヤ（英語版）, ノーザンテリトリー
- YMUG (MNE) - マンジレーニー空港 - マンジレーニー（英語版）, 南オーストラリア州
- YMUI (MYI) - マレー島空港（英語版） - マレー島（英語版）, クイーンズランド州
- YMUK (MVK) - マルカ空港 - マルカ（英語版）, 南オーストラリア州
- YMUP (MUP) - マルガ・パーク空港 - ピーターマン, ノーザンテリトリー
- YMVG (MKV) - マウント・カヴェナ空港 - ガーン, ノーザンテリトリー
- YMWA (MXU) - マレワ空港（英語版） - マレワ（英語版）, 西オーストラリア州
- YMWT (MWT) - ムーラワタナ・ステーション空港 - ムーラワタナ・ステーション, 南オーストラリア州
- YMWX (MXD) - マリオン・ダウンズ空港 - マリオン・ダウンズ・ステーション（英語版）, クイーンズランド州
- YMYB (MBH) - メアリーバラ空港（英語版） - メアリーバラ（英語版）, クイーンズランド州
- YMYR (MYO) - ミルーダ・ステーション空港(キャンバリン空港) - ジーガリー・クリーク, 西オーストラリア州
- YMYT (RTY) - マーティ・マーティ空港 - マーティ・マーティ（英語版）, 南オーストラリア州

### YN
- YNAP (NMR) - ナッパ・メリー空港 - ナッパ・メリー（英語版）, クイーンズランド州
- YNAR (NRA) - ナランデラ空港（英語版） - ナランデラ（英語版）, ニューサウスウェールズ州
- YNBR (NAA) - ナラブリ空港（英語版） - ナラブリ（英語版）, ニューサウスウェールズ州
- YNEY - ネリー・ベイ空港 (ヘリポート) - ネリー・ベイ（英語版）, クイーンズランド州
- YNGU (RPM) - ヌクル空港（英語版） - ヌクル（英語版）, ノーザンテリトリー
- YNHL - ニル空港（英語版） - ニル（英語版）, ビクトリア州
- YNNG - ナー・ナー・グーン空港 - ナー・ナー・グーン（英語版）, ビクトリア州
- YNPE (ABM) - ノーザン・ペニンシュラ空港（英語版） - バマガ（英語版）, クイーンズランド州
- YNRC (NAC) - ナラコーアテ空港（英語版） - ナラコーアテ（英語版）, 南オーストラリア州
- YNRG (NRG) - ナロジン空港 - ナロジン（英語版）, 西オーストラリア州
- YNRM (QRM) - ナロマイン空港（英語版） - ナロマイン（英語版）, ニューサウスウェールズ州
- YNRV (RVT) - レーベンズソープ空港（英語版） - レーベンズソープ（英語版）, 西オーストラリア州
- YNSH (NSV) - ノーサ空港（英語版） - ノーサビル（英語版）, クイーンズランド州
- YNSM (NSM) - ノースマン空港（英語版） - ノースマン（英語版）, 西オーストラリア州
- YNTN (NTN) - ノーマントン空港（英語版） - ノーマントン（英語版）, クイーンズランド州
- YNUL (NLL) - ヌラギン空港 - ヌラギン（英語版）, 西オーストラリア州
- YNUM (NUB) - ナンバルワー空港（英語版） - ナンバルワー（英語版）, ノーザンテリトリー
- YNWN (ZNE) - ニューマン空港（英語版） - ニューマン（英語版）, 西オーストラリア州
- YNYN (NYN) - ニンガン空港（英語版） - ニンガン（英語版）, ニューサウスウェールズ州

### YO
- YOEN (OPI) - オエンペリ空港（英語版） - ガンバランヤ（英語版）, ノーザンテリトリー
- YOLA (XCO) - コーラック空港 - コーラック, ビクトリア州
- YOLD (OLP) - オリンピック･ダム空港（英語版） - オリンピック･ダム鉱山（英語版）, 南オーストラリア州
- YOLW (ONS) - オンズロー空港（英語版） - オンズロー（英語版）, 西オーストラリア州
- YOOD (OOD) - ウードナダッタ空港（英語版） - ウードナダッタ（英語版）, 南オーストラリア州
- YOOM (MOO) - ムーンバ空港（英語版） - ムーンバ（英語版）, 南オーストラリア州
- YORB (RBS) - オーボスト空港（英語版） - マーロ（英語版）, ビクトリア州
- YORC (OKB) - オーキッド・ビーチ空港 - フレーザー島, クイーンズランド州
- YORG (OAG) - オレンジ空港（英語版） - オレンジ, ニューサウスウェールズ州
- YORV (ODR) - オード・リバー空港 - オード川（英語版）, 西オーストラリア州
- YOUY (OYN) - ウーエン空港 - ウーエン（英語版）, ビクトリア州

### YP
- YPAD (ADL) - アデレード空港 - アデレード, 南オーストラリア州
- YPAG (PUG) - ポートオーガスタ空港（英語版） - ポートオーガスタ, 南オーストラリア州
- YPAM (PMK) - パーム島空港（英語版） - パーム島, クイーンズランド州
- YPBO (PBO) - パラバードゥー空港（英語版） - パラバードゥー（英語版）, 西オーストラリア州
- YPCC (CCK) - ココス島国際空港 - ココス諸島
- YPDI (PDE) - パンディー・パンディー空港 - パンディー・パンディー・ステーション（英語版）, 南オーストラリア州
- YPDN (DRW) - ダーウィン国際空港 - ダーウィン, ノーザンテリトリー
- YPDO (PRD) - パードゥー空港 - パードゥー・ステーション（英語版）, 西オーストラリア州
- YPEA - ピアース空軍基地（英語版） - ブルズブルック（英語版）, 西オーストラリア州
- YPEC (BEO) - ベルモント空港 - マークス・ポイント（英語版）, ニューサウスウェールズ州 →YLMQ (BEO) - レイク・マッコーリー空港（英語版）に改名。
- YPED - エディンバラ空軍基地（英語版） - ソルズベリー, 南オーストラリア州
- YPGV (GOV) - ゴーブ空港（英語版） - ヌランベイ（英語版）, ノーザンテリトリー
- YPIR (PPI) - ポートピリー空港（英語版） - ポートピリー, 南オーストラリア州
- YPJT (JAD) - ジャンダコット空港（英語版） - ジャンダコット（英語版）, 西オーストラリア州
- YPKA (KTA) - カラサ空港（英語版） - カラサ（英語版）, 西オーストラリア州
- YPKG (KGI) - カルグーリー＝ボルダー空港（英語版） - カルグーリー, 西オーストラリア州
- YPKS (PKE) - パークス空港（英語版） - パークス（英語版）, ニューサウスウェールズ州
- YPKT (PKT) - ポート・キーツ飛行場（英語版） - ワデエ（英語版）, ノーザンテリトリー
- YPKU (KNX) - イースト・キンバリー地域空港（英語版）（カナナラ空港） - カナナラ, 西オーストラリア州
- YPLC (PLO) - ポートリンカーン空港 - ポートリンカーン, 南オーストラリア州
- YPLM (LEA) - ラーモンス空軍基地（英語版）/ラーモンス空港（英語版） (軍民共用) - エクスマス（英語版）, 西オーストラリア州
- YPMH (PXH) - プロミネント・ヒル空港（英語版） - プロミネント・ヒル鉱山（英語版）, 南オーストラリア州
- YPMP (EDR) - エドワード・リバー空港（英語版） - ポーンプラウ（英語版）, クイーンズランド州
- YPMQ (PQQ) - ポートマッコリー空港（英語版） - ポートマッコリー, ニューサウスウェールズ州
- YPOD (PTJ) - ポートランド空港（英語版） - ポートランド（英語版）, ビクトリア州
- YPPD (PHE) - ポートヘッドランド国際空港（英語版） - ポートヘッドランド, 西オーストラリア州
- YPPF (PAL) - パラフィールド空港（英語版） - ソルズベリー, 南オーストラリア州
- YPPH (PER) - パース空港 - レッドクリフ（英語版）, 西オーストラリア州
- YPSH (PEA) - ペネショー空港 - アイアンストーン（英語版）, 南オーストラリア州
- YPTN (KTR) - ティンダル空軍基地（英語版） - キャサリン, ノーザンテリトリー
- YPWR (UMR) - ウーメラ空軍基地（英語版） - ウーメラ, 南オーストラリア州
- YPXM (XCH) - クリスマス島空港 - クリスマス島

### YQ
- YQDI (UIR) - クイリンディ空港（英語版） - クイリンディ（英語版）, ニューサウスウェールズ州
- YQLP (ULP) - クイルピー空港（英語版） - クイルピー（英語版）, クイーンズランド州
- YQNS (UEE) - クイーンズタウン空港（英語版） - クイーンズタウン（英語版）, タスマニア州

### YR
- YRED - レッドクリフ空港（英語版） - ロスウェル（英語版）, クイーンズランド州
- YREN (RMK) - レンマーク空港（英語版） - レンマーク（英語版）, 南オーストラリア州
- YRHO - ロイヤル・チルドレンズ病院（英語版）ヘリポート - パークビル（英語版）, ビクトリア州
- YRMD (RCM) - リッチモンド空港（英語版） - リッチモンド（英語版）, クイーンズランド州
- YRMH - ロイヤル・メルボルン病院（英語版）ヘリポート - パークビル（英語版）, ビクトリア州
- YRNG (RAM) - ラミンジニング空港（英語版） - ラミンジニング（英語版）, ノーザンテリトリー
- YRRB (RPB) - ローパー・バー空港 - ローパー・バー（英語版）, ノーザンテリトリー
- YROB (ROH) - ロビンフッド空港 - フォーサイス（英語版）, クイーンズランド州
- YROE (RBU) - ローボーン空港 - ローボーン（英語版）, 西オーストラリア州
- YROI (RBC) - ロビンベール空港（英語版） - ロビンベール（英語版）, ビクトリア州
- YROM (RMA) - ローマ空港（英語版） - ローマ（英語版）, クイーンズランド州
- YRSW (RSW) - レイブンズウッド空港 - レイブンズウッド（英語版）, クイーンズランド州
- YRTI (RTS) - ロットネスト島空港（英語版） - ロットネスト島, 西オーストラリア州
- YRTP (RTP) - ラトランド・プレーンズ空港 - ラトランド・プレーンズ, クイーンズランド州
- YRYH (RHL) - ロイ・ヒル・ステーション空港 - ロイ・ヒル鉱山（英語版）, 西オーストラリア州
- YRYP - レイナー・プレイス・ヘリポート - ヤス, ニューサウスウェールズ州

### YS
- YSAN (NDS) - サンドストーン空港 - サンドストーン（英語版）, 西オーストラリア州
- YSBK (BWU) - バンクスタウン空港（英語版） - バンクスタウン, ニューサウスウェールズ州
- YSCB (CBR) - キャンベラ国際空港 - キャンベラ, オーストラリア首都特別地域
- YSCC - スコット・クリーク空港（英語版） - クラレンドン（英語版）, 南オーストラリア州
- YSCN (CDU) - カムデン空港（英語版） - カムデン（英語版）, ニューサウスウェールズ州
- YSCR (SQC) - サザンクロス空港（英語版） - サザンクロス（英語版）, 西オーストラリア州
- YSDU (DBO) - ダッボー地域空港（英語版） - ダッボー（英語版）, ニューサウスウェールズ州
- YSGE (SGO) - セントジョージ空港（英語版） - セントジョージ（英語版）, クイーンズランド州
- YSGW (ZGL) - サウス・ギャルウェイ空港 - ウィンドラ（英語版）, クイーンズランド州
- YSHG (SGP) - シェイ・ギャップ空港（英語版） - シェイ・ギャップ（英語版）, 西オーストラリア州
- YSHK (MJK) - シャーク・ベイ空港（英語版） - デナム（英語版）, 西オーストラリア州
- YSHL (WOL) - シェルハーバー空港（英語版） - アルビオン・パーク・レイル（英語版）, ニューサウスウェールズ州
- YSHR (WSY) - ウィットサンデー空港（英語版） - フレイムツリー（英語版）, クイーンズランド州
- YSHT (SHT) - シェパートン空港（英語版） - シェパートン, ビクトリア州
- YSHW - ホルスワージー基地空港（英語版） - ホルスワージー（英語版）, ニューサウスウェールズ州
- YSII (SBR) - サイバイ島空港（英語版） - サイバイ島（英語版）, クイーンズランド州
- YSMI (SIO) - スミストン空港（英語版） - スミストン（英語版）, タスマニア州
- YSMP (SHU) - スミス・ポイント空港（英語版） - コバーグ半島（英語版）, ノーザンテリトリー
- YSMR (STH) - ストラスモア・ステーション空港 - ストラスモア・ステーション（英語版）, クイーンズランド州
- YSNB (SNB) - スネーク・ベイ空港（英語版） - メルヴィル島, ノーザンテリトリー
- YSNF (NLK) - ノーフォーク島空港 - ノーフォーク島
- YSNW (NOA) - アルバトロス海軍航空基地（英語版） - ナウラ（英語版）, ニューサウスウェールズ州
- YSOL (SLJ) - ソロモン空港（英語版） - カリジニ国立公園, 西オーストラリア州
- YSPE (SNH) - スタンソープ空港（英語版） - スタンソープ（英語版）, クイーンズランド州
- YSPK (SCG) - スプリング・クリーク空港 - コンジュボーイ（英語版）, クイーンズランド州
- YSPT (SHQ) - サウスポート空港（英語版） - クーンババ（英語版）, クイーンズランド州
- YSPV (KSV) - スプリングベール空港（英語版） - スプリングベール（英語版）, クイーンズランド州
- YSRD - サンライズ・ダム空港（英語版） - サンライズ・ダム金鉱（英語版）, 西オーストラリア州
- YSRI (RCM) - リッチモンド空軍基地（英語版） - リッチモンド（英語版）, ニューサウスウェールズ州
- YSRN (SRN) - ストラーン空港（英語版） - ストラーン, タスマニア州
- YSSY (SYD) - シドニー国際空港 - マスコット（英語版）, ニューサウスウェールズ州
- YSTA - セント・アーナウド空港（英語版） - セント・アーナウド（英語版）, ビクトリア州
- YSTH (HLS) - セント・ヘレンズ空港（英語版） - セント・ヘレンズ（英語版）, タスマニア州
- YSTW (TMW) - タムワース地域空港（英語版） - タムワース, ニューサウスウェールズ州
- YSWG (WGA) - ウォガウォガ空港（英語版） - ウォガウォガ, ニューサウスウェールズ州
- YSWH (SWH) - スワン・ヒル空港（英語版） - スワン・ヒル（英語版）, ビクトリア州
- YSWL (SWC) - スタウェル空港（英語版） - スタウェル（英語版）, ビクトリア州
- YSWS (WSI) - 西シドニー空港 - バジェリーズ・クリーク（英語版）, ニューサウスウェールズ州

### YT
- YTAA (XTR) - タラ空港 - タラ（英語版）, クイーンズランド州
- YTAB (TBL) - テーブルランド・ホームステッド空港 - ミューラー・レンジズ, 西オーストラリア州
- YTAM (XTO) - タルーム空港（英語版） - タルーム（英語版）, クイーンズランド州
- YTBB - タンビー・ベイ空港（英語版） - タンビー・ベイ（英語版）, 南オーストラリア州
- YTBR (TBK) - ティンバー・クリーク空港（英語版） - ティンバー・クリーク（英語版）, ノーザンテリトリー
- YTDN - トゥーラディン空港 - トゥーラディン（英語版）, ビクトリア州
- YTDR (TDR) - テオドール空港 - テオドール（英語版）, クイーンズランド州
- YTEE (TQP) - トレペル空港（英語版） - マッキンリー（英語版）, クイーンズランド州
- YTEF (TEF) - テルファー空港（英語版） - テルファー鉱山（英語版）, 西オーストラリア州
- YTEM (TEM) - テモラ空港（英語版） - テモラ（英語版）, ニューサウスウェールズ州
- YTGA (TAN) - タンガルーマ空港 - モートン島, クイーンズランド州
- YTGM (XTG) - サーゴミンダ空港（英語版） - サーゴミンダ（英語版）, クイーンズランド州
- YTGT (GTS) - ザ・グラナイツ空港（英語版） - ザ・グラナイツ金鉱（英語版）, ノーザンテリトリー
- YTHD (TDN) - セダ・ステーション空港 - ドライズデール・リバー国立公園（英語版）, 西オーストラリア州
- YTIB (TYB) - ティブーブッラ空港（英語版） - ティブーブッラ（英語版）, ニューサウスウェールズ州
- YTIT - ティー・ツリー飛行場（英語版） - ティー・ツリー（英語版）, ノーザンテリトリー
- YTKY (TKY) - ターキー・クリーク空港 - ワームン・コミュニティ（英語版）, 西オーストラリア州
- YTMP (TPR) - トム・プライス空港（英語版） - トム・プライス（英語版）, 西オーストラリア州
- YTMU (TUM) - タマット空港（英語版） - タマット（英語版）, ニューサウスウェールズ州
- YTMY (TYP) - トバモリー空港 - アナティエ（英語版）, ノーザンテリトリー
- YTNG (THG) - タングール空港（英語版） - タングール（英語版）, クイーンズランド州
- YTNK (TCA) - テナント・クリーク空港（英語版） - テナント・クリーク（英語版）, ノーザンテリトリー
- YTOC (TCW) - タカムウォル空港（英語版） - タカムウォル（英語版）, ニューサウスウェールズ州
- YTQY - トーキー空港（英語版） - トーキー（英語版）, ビクトリア州
- YTRE (TRO) - タリー空港（英語版） - タリー（英語版）, ニューサウスウェールズ州
- YTST (TTX) - マンガラル・トラスコット飛行場（英語版） - ミッチェル・リバー国立公園（英語版）, 西オーストラリア州
- YTWB (TWB) - トゥーンバ空港（英語版） - トゥーンバ, クイーンズランド州
- YTYA - ティアブ空港（英語版） - ティアブ（英語版）, ビクトリア州

### YU
- YUDA (UDA) - ウンダラ空港 - マウント・サプライズ（英語版）, クイーンズランド州
- YUNY (CZY) - クリュニー空港 - ベドゥーリー（英語版）, クイーンズランド州
- YUSL (USL) - ユーズレス・ループ空港 - ユーズレス・ループ（英語版）, 西オーストラリア州

### YV
- YVRD (VCD) - ビクトリア・リバー・ダウンズ空港（英語版） - ビクトリア・リバー・ダウンズ・ステーション（英語版）, ノーザンテリトリー

### YW
- YWAL (WLA) - ワラル・ダウンズ空港 - エイティ・マイル・ビーチ（英語版）(ワラル（英語版）), 西オーストラリア州
- YWAV (WAV) - ウェーブ・ヒル空港 - グリンジ（英語版）, ノーザンテリトリー
- YWBL (WMB) - ウォーナンブール空港（英語版） - ウォーナンブール, ビクトリア州
- YWBS (SYU) - ワラバー島空港（英語版） - スー・アイレット（英語版）, クイーンズランド州
- YWCA (WIO) - ウィルカニア空港（英語版） - ウィルカニア（英語版）, ニューサウスウェールズ州
- YWCH (WLC) - ウォルカ空港（英語版） - ウォルカ（英語版）, ニューサウスウェールズ州
- YWCK (WAZ) - ワーウィック空港（英語版） - ウォリック, クイーンズランド州
- YWDH (WNR) - ウィンドラ空港（英語版） - ウィンドラ（英語版）, クイーンズランド州
- YWGT (WGT) - ワンガラタ空港（英語版） - ワンガラタ, ビクトリア州
- YWHA (WYA) - ワイアラ空港（英語版） - ワイアラ, 南オーストラリア州
- YWIS - ウィリアムソン飛行場（英語版） - ロックハンプトン, クイーンズランド州
- YWIT (WIT) - ウィッテヌーム渓谷空港（英語版）(閉鎖) - ウィッテヌーム（英語版）, 西オーストラリア州
- YWKB (WKB) - ワラックナビール空港（英語版） - ワラックナビール（英語版）, ビクトリア州
- YWKI - ワイケリー空港（英語版） - ワイケリー（英語版）, 南オーストラリア州
- YWKS - ウィルキンス飛行場（英語版） - ウィルクスランド, 南極大陸
- YWLG (WGE) - ウォルゲット空港（英語版） - ウォルゲット（英語版）, ニューサウスウェールズ州
- YWLM (NTL) - ニューカッスル空港（英語版） / ウィリアムタウン空軍基地（英語版）(軍民共用) - ニューカッスル, ニューサウスウェールズ州
- YWLU (WUN) - ウィルナ空港（英語版） - ウィルナ（英語版）, 西オーストラリア州
- YWMP (WPK) - ローサム・パーク空港 - ローサム・パーク, クイーンズランド州
- YWND (WDI) - ウォンダイ空港 - ウォンダイ（英語版）, クイーンズランド州
- YWOL (WOL) - シェルハーバー空港（英語版） - ウロンゴン, ニューサウスウェールズ州
- YWOR (WLL) - ウォロゴラン空港 - ウォロゴラン（英語版）, ニューサウスウェールズ州
- YWRN (QRR) - ウォーレン空港（英語版） - ウォーレン（英語版）, ニューサウスウェールズ州
- YWSG - ワッツ・ブリッジ・メモリアル飛行場（英語版） - クレスブルック（英語版）, クイーンズランド州
- YWSL - ウェスト・セール空港（英語版） - セール（英語版）, ビクトリア州
- YWTL (WLO) - ウォータールー空港 - べイネス（英語版）, ノーザンテリトリー
- YWTN (WIN) - ウィントン空港（英語版） - ウィントン（英語版）, クイーンズランド州
- YWUD (WUD) - ウーディンナ空港（英語版） - ウーディンナ（英語版）, 南オーストラリア州
- YWVA (WVA) - ワーナーベール空港（英語版） - ワーナーベール（英語版）, ニューサウスウェールズ州
- YWWI (WWI) - ウッディ・ウッディ空港（英語版） - ウッディ・ウッディ鉱山, 西オーストラリア州
- YWWL (WWY) - ウエスト・ワイアロング空港（英語版） - ウエスト・ワイアロング（英語版）, ニューサウスウェールズ州
- YWYF - ウィチプローフ空港（英語版） - ウィチプローフ（英語版）, ビクトリア州
- YWYM (WYN) - ウィンダム空港（英語版） - ウィンダム（英語版）, 西オーストラリア州
- YWYY (BWT) - バーニー空港（英語版） - ウィンヤード（英語版）, タスマニア州

### YX
- YXBM - ベートマンズ・ベイ空港 - ベートマンズ・ベイ（英語版）, ニューサウスウェールズ州
- YXCB - キャンベラ病院ヘリポート - キャンベラ病院（英語版）, キャンベラ
- YXCY - カルバリー病院空港 - カルバリー病院（英語版）, キャンベラ
- YXHS - サンシャイン・コースト大学病院（英語版）ヘリポート - バーティーニャ（英語版）, クイーンズランド州
- YXKM - カトゥーンバ・メディカルヘリポート - カトゥーンバ, ニューサウスウェールズ州
- YXOU - カラウンドラ病院空港 (廃止) - カラウンドラ, クイーンズランド州
- YXSB -  サウスケア・ベースヘリポート（英語版） - キャンベラ

### YY
- YYAL (YLG) - ヤルグー空港 - ヤルグー（英語版）, 西オーストラリア州
- YYLR (KYF) - イェリリー空港 - ウィルナ（英語版）, 西オーストラリア州
- YYKI (OKR) - ヨーク島空港（英語版） - マシグ島（英語版）, クイーンズランド州
- YYMI (XMY) - ヤム島空港（英語版） - ヤム島（英語版）, クイーンズランド州
- YYND (YUE) - ユエンドゥームー空港（英語版） - ユエンドゥームー（英語版）, ノーザンテリトリー
- YYNG (NGA) - ヤング空港（英語版） - ヤング（英語版）, ニューサウスウェールズ州
- YYOR (ORR) - ヨークタウン空港（英語版） - ヨークタウン（英語版）, 南オーストラリア州
- YYRM - ヤラム空港（英語版） - ヤラム（英語版）, ビクトリア州
- YYTA (KYI) - ヤラタ・ミッション空港（英語版） - ヤラタ（英語版）, 南オーストラリア州
- YYWG - ヤラウォンガ空港（英語版） - ヤラウォンガ（英語版）, ビクトリア州